# Dunkerque
Dunkerque (hay còn gọi là Dunkirk trong văn hóa đại chúng) là một xã trong vùng Hauts-de-France, thuộc tỉnh Nord, quận Dunkerque. Tọa độ địa lý của xã là 51° 02' vĩ độ bắc, 02° 22' kinh độ đông. Dunkerque nằm trên độ cao trung bình là 4 mét trên mực nước biển, có điểm thấp nhất là 0 mét và điểm cao nhất là 17 mét. Xã có diện tích 37,34 km², dân số vào thời điểm 1999 là 70.850 người; mật độ dân số là 1897 người/km².

## Thông tin nhân khẩu
| 1936   | 1954   | 1962   | 1968   | 1975   | 1982   | 1990   | 1999   | 2005   |
| ------ | ------ | ------ | ------ | ------ | ------ | ------ | ------ | ------ |
| 66 207 | 58 780 | 72 166 | 73 797 | 74 107 | 73 120 | 70 331 | 70 850 | 69 500 |

## Các thành phố kết nghĩa
- Krefeld, Nordrhein-Westfalen, Đức
- Rostock, Mecklenburg-Vorpommern, Đức
- Middlesbrough, Vương quốc Anh

## Nhân vật nổi tiếng
- Jean Bart
- Michiel de Swaen nhà văn
- Henri Tresca: kỹ sư, tham gia xây dựng Tháp Eiffel.
- Bruno Metsu: huấn luyện viên

## Địa điểm tham quan
- Nhà thờ Notre-Dame-des-Dunes, Saint-Eloi
- Tòa thị chính